# James Wilson (lekkoatleta)
James Wilson (ur. 2 października 1891 w Windsor, zm. w 1973 w Brent w Wielkim Londynie) – brytyjski lekkoatleta (długodystansowiec), dwukrotny medalista olimpijski z 1920.
Był Szkotem. Startował w barwach klubu Greenock Glenpark Harriers, odnosząc wiele sukcesów. M.in. zwyciężył w 1920 w Crossie Narodów (poprzedniku mistrzostw świata w biegach przełajowych.
Na igrzyskach olimpijskich w 1920 w Antwerpii zdobył brązowy medal w biegu na 10 000 metrów, za Paavo Nurmim z Finlandii oraz Josephem Guillemotem z Francji. Wystąpił również w biegu przełajowym, w którym zajął 4. miejsce w klasyfikacji indywidualnej, a reprezentacja Wielkiej Brytanii zdobyła srebrny medal drużynowo (reprezentacje zostały sklasyfikowane według sumy miejsc trzech najlepszych zawodników). Obok Wilsona punkty w drużynie brytyjskiej zdobyli również Anton Hegarty (5. miejsce) i Alfred Nichols (12. miejsce).